# Playa de Tagle
La playa de Tagle o del Sable está situada en el municipio de Suances, en la comunidad autónoma de Cantabria, España.